# Cistoforo
Il cistoforo era una moneta di argento del valore di quattro dracme, emessa nell'Anatolia ellenistico-romana, - in particolare Pergamo - a partire dal 200 a.C. circa, sotto il regno di Attalo I.
Le prime monete presentavano al dritto una  "cista mistica" parzialmente aperta, dei misteri dionisiaci, dalla quale fuoriusciva un serpente. Il tutto circondato da una corona di vite.
Al rovescio due serpenti. Tra loro una faretra.
Accanto al cistoforo furono emesse anche una didracma e una dracma con tipi di ispirazione dionisiaca.
Il cistoforo si diffuse molto rapidamente in tutta l'Asia minore e fu emesso da moltissimi centri: Adramittio e Pergamo in Misia; Efeso e Smirne in Ionia; Apollonis, Tiatira, Nysa, Sardi, Stratoniceia ad Caïcum, e Tralles in Lidia; Apameia, Laodicea Combusta, e Sinnada in Frigia. Era de facto la moneta dell'Asia classica.
Nel 133 a.C. Attalo III, (138-133) l'ultimo re indipendente del regno, alla sua morte lasciò il regno in eredità ai romani, e il suo territorio venne a costituire la provincia romana d'Asia.
I cistofori continuarono ad essere emessi. Al posto del nome del re era riportato quello del magistrato (Πρυτανις).
Tra il 57 ed il 48 a.C. furono emessi vari cistofori con l'indicazione dei proconsoli romani e dei magistrati locali.
Sono famosi due cistofori emessi nel 30 a.C. da Marco Antonio e sua moglie Ottavia, la sorella di Ottaviano, recanti la sigla III VIR R.P.C. cioè Triumviri Rei Publicae Constituendae.
Era accettato dai Romani negli scambi, in qualità di "moneta coloniale" regolare, già sotto Augusto.
Il cistoforo era la moneta d'argento di maggiori dimensioni e quindi un ottimo mezzo per la propaganda imperiale. Fu quindi emesso in varie città dell'Asia minore dalla maggior parte degli Imperatori. Era ancora in circolazione ed emesso sotto l'imperatore Adriano.